# Saison 1937-1938 des Canadiens de Montréal
Autres saisons
Saison précédente Saison suivante
La saison 1937-1938 de hockey sur glace est la 29e saison que jouent les Canadiens de Montréal. Ils évoluent alors dans la Ligue nationale de hockey et finissent à la 3e place au classement de la Division Canadienne.

## Saison régulière

### Classement

#### Division Canadienne
|                        | PJ | V  | D  | N  | BP  | BC  | Pts |
| ---------------------- | -- | -- | -- | -- | --- | --- | --- |
| Maple Leafs de Toronto | 48 | 24 | 15 | 9  | 151 | 127 | 57  |
| Americans de New York  | 48 | 19 | 18 | 11 | 110 | 111 | 49  |
| Canadiens de Montréal  | 48 | 18 | 17 | 13 | 123 | 128 | 49  |
| Maroons de Montréal    | 48 | 12 | 30 | 6  | 101 | 149 | 30  |

#### Division Américaine
|                       | PJ | V  | D  | N  | BP  | BC  | Pts |
| --------------------- | -- | -- | -- | -- | --- | --- | --- |
| Bruins de Boston      | 48 | 30 | 11 | 7  | 142 | 89  | 67  |
| Rangers de New York   | 48 | 27 | 15 | 6  | 149 | 96  | 60  |
| Blackhawks de Chicago | 48 | 14 | 25 | 9  | 97  | 139 | 37  |
| Red Wings de Détroit  | 48 | 12 | 25 | 11 | 99  | 133 | 35  |

## Match après match

### Novembre
| No | Date        | Visiteur               | Score | Domicile             | Fiche | Pts |
| -- | ----------- | ---------------------- | ----- | -------------------- | ----- | --- |
| 1  | 9 novembre  | Blackhawks de Chicago  | 2-2   | Les Canadiens        | 0-0-1 | 1   |
| 2  | 11 novembre | Les Canadiens          | 0-3   | Maroons de Montréal  | 0-1-1 | 1   |
| 3  | 13 novembre | Red Wings de Détroit   | 2-5   | Les Canadiens        | 1-1-1 | 3   |
| 4  | 14 novembre | Les Canadiens          | 1-2   | Red Wings de Détroit | 1-2-0 | 3   |
| 5  | 18 novembre | Maple Leafs de Toronto | 6-6   | Les Canadiens        | 1-2-2 | 4   |
| 6  | 23 novembre | Les Canadiens          | 1-1   | Bruins de Boston     | 1-2-3 | 5   |
| 7  | 27 novembre | Rangers de New York    | 1-2   | Les Canadiens        | 2-2-3 | 7   |

### Décembre
| No | Date        | Visiteur               | Score | Domicile               | Fiche | Pts |
| -- | ----------- | ---------------------- | ----- | ---------------------- | ----- | --- |
| 8  | 2 décembre  | Bruins de Boston       | 0-2   | Les Canadiens          | 3-2-3 | 9   |
| 9  | 4 décembre  | Les Canadiens          | 3-3   | Maple Leafs de Toronto | 3-2-4 | 10  |
| 10 | 5 décembre  | Les Canadiens          | 3-2   | Blackhawks de Chicago  | 4-2-4 | 12  |
| 11 | 7 décembre  | Maroons de Montréal    | 1-5   | Les Canadiens          | 5-2-4 | 14  |
| 12 | 11 décembre | Americans de New York  | 3-4   | Les Canadiens          | 6-2-4 | 16  |
| 13 | 12 décembre | Les Canadiens          | 4-4   | Americans de New York  | 6-2-5 | 17  |
| 14 | 14 décembre | Les Canadiens          | 2-3   | Maroons de Montréal    | 6-3-5 | 17  |
| 15 | 16 décembre | Maple Leafs de Toronto | 4-2   | Les Canadiens          | 6-4-5 | 17  |
| 16 | 19 décembre | Les Canadiens          | 2-2   | Rangers de New York    | 6-4-6 | 18  |
| 17 | 25 décembre | Maroons de Montréal    | 0-2   | Les Canadiens          | 7-4-6 | 20  |

### Janvier
| No | Date        | Visiteur              | Score | Domicile               | Fiche   | Pts |
| -- | ----------- | --------------------- | ----- | ---------------------- | ------- | --- |
| 18 | 1er janvier | Les Canadiens         | 4-6   | Maple Leafs de Toronto | 7-5-6   | 20  |
| 19 | 2 janvier   | Les Canadiens         | 4-2   | Blackhawks de Chicago  | 8-5-6   | 22  |
| 20 | 4 janvier   | Red Wings de Détroit  | 3-0   | Les Canadiens          | 8-6-6   | 22  |
| 21 | 8 janvier   | Bruins de Boston      | 2-6   | Les Canadiens          | 9-6-6   | 24  |
| 22 | 11 janvier  | Les Canadiens         | 7-11  | Maroons de Montréal    | 9-7-6   | 24  |
| 23 | 13 janvier  | Blackhawks de Chicago | 2-2   | Les Canadiens          | 9-7-7   | 25  |
| 24 | 16 janvier  | Les Canadiens         | 0-1   | Bruins de Boston       | 9-8-7   | 25  |
| 25 | 18 janvier  | Les Canadiens         | 1-3   | Rangers de New York    | 9-9-7   | 25  |
| 26 | 20 janvier  | Marons de Montréal    | 4-2   | Les Canadiens          | 9-10-7  | 25  |
| 27 | 22 janvier  | Americans de New York | 0-4   | Les Canadiens          | 10-10-7 | 27  |
| 28 | 27 janvier  | Rangers de New York   | 2-4   | Les Canadiens          | 11-10-7 | 29  |
| 29 | 30 janvier  | Les Canadiens         | 4-2   | Americans de New York  | 12-10-7 | 31  |

### Février
| No | Date        | Visiteur               | Score | Domicile               | Fiche    | Pts |
| -- | ----------- | ---------------------- | ----- | ---------------------- | -------- | --- |
| 30 | 1er février | Maple Leafs de Toronto | 1-6   | Les Canadiens          | 13-10-7  | 33  |
| 31 | 3 février   | Les Canadiens          | 0-3   | Maple Leafs de Toronto | 13-11-7  | 33  |
| 32 | 5 février   | Americans de New York  | 3-3   | Les Canadiens          | 13-11-8  | 34  |
| 33 | 6 février   | Les Canadiens          | 0-8   | Red Wings de Détroit   | 13-12-8  | 34  |
| 34 | 10 février  | Blackhawks de Chicago  | 1-2   | Les Canadiens          | 14-12-8  | 36  |
| 35 | 13 février  | Les Canadiens          | 0-1   | Bruins de Boston       | 14-13-8  | 36  |
| 36 | 15 février  | Les Canadiens          | 0-4   | Americans de New York  | 14-14-8  | 36  |
| 37 | 19 février  | Maroons de Montréal    | 3-4   | Les Canadiens          | 15-14-8  | 38  |
| 38 | 22 février  | Les Canadiens          | 2-1   | Rangers de New York    | 16-14-8  | 40  |
| 39 | 24 février  | Bruins de Boston       | 1-1   | Les Canadiens          | 16-14-9  | 41  |
| 40 | 27 février  | Les Canadiens          | 1-1   | Red Wings de Détroit   | 16-14-10 | 42  |

### Mars
| No | Date     | Visiteur               | Score | Domicile               | Fiche    | Pts |
| -- | -------- | ---------------------- | ----- | ---------------------- | -------- | --- |
| 41 | 1er mars | Les Canadiens          | 2-4   | Americans de New York  | 16-15-10 | 42  |
| 42 | 3 mars   | Americans de New York  | 1-1   | Les Canadiens          | 16-15-11 | 43  |
| 43 | 6 mars   | Maple Leafs de Toronto | 6-3   | Les Canadiens          | 16-16-11 | 43  |
| 44 | 10 mars  | Les Canadiens          | 1-4   | Blackhawks de Chicago  | 16-17-11 | 43  |
| 45 | 12 mars  | Les Canadiens          | 3-3   | Maple Leafs de Toronto | 16-17-12 | 44  |
| 46 | 15 mars  | Red Wings de Détroit   | 2-3   | Les Canadiens          | 17-17-12 | 46  |
| 47 | 17 mars  | Les Canadiens          | 6-3   | Maroons de Montréal    | 18-17-12 | 48  |
| 48 | 19 mars  | Rangers de New York    | 1-1   | Les Canadiens          | 18-17-13 | 49  |